# Fafner in the Azure
Soukyuu no Fafner (яп. 蒼穹のファフナー Со:кю: но Фафуна:) — 25-серийное аниме и односерийный OVA, созданные студией XEBEC. Сериал является представителем жанра меха-сэнтай. Сериал выделяется среди множества прочих меха патетической, даже пафосной атмосферой. Некоторые считают это недостатком, в то время как другие за это сериал и любят. Также в 2010 году вышел полнометражный фильм-продолжение сериала.
Аниме также было адаптировано в игру для PlayStation Portable в 2005 году и для Nintendo DS в 2009-м. В 2013 году появилась игра для Nintendo 3DS.

## Сюжет
В отдалённом будущем большая часть человечества уничтожена внеземными существами, именуемыми «Фестумы». Выжившие ведут жестокую борьбу с пришельцами, стремящимися объединить всё живое в единую сущность. Однако в таком мире существует и спокойный уголок — используя особые укрытия, жители острова Тацумия пытаются обеспечить своим детям беззаботное взросление. Но однажды и эта защита пала, после чего на войну с Фестумами вышли сами дети, которых долгие эксперименты с генной инженерией сделали главной надеждой людей — только они способны управлять огромными боевыми машинами Фафнирами.

## Персонажи
Кадзуки Макабэ (яп. 真壁 一騎 Макабэ Кадзуки) — Главный герой, пилот сначала Фафнира-11, позже ФаФнира-Зайн. Его ближайшие друзья — Соси и Майя. Обладает скромной и покладистой натурой. Хорош в кулинарии. Хороший боец, стремящийся понять, почему взрослые скрыли от него вторжение Фестумов и почему его лучший друг Соси так желает защищать остров Тацумия.
Сэйю: Макото Иси
Фумихико Макабэ (яп. 真壁 史彦 Макабэ Фумихико) — отец Кадзуки, командующий силами острова Тацумия. Не приемлет убийство людей, запрещает использовать фафниров для самообороны во время нападения сил НООН.
Сэйю: Масахико Танака
Соси Минасиро (яп. 皆城 総士 Минасиро Со:си) — тактик-координатор, управляет системой Зигфрид, позволяющей синхронизироваться с пилотами фафниров. Синхронизируясь, Соси переносит болезненные ощущения пилотов («боль, которую никогда не забыть»). Имеет искусственный левый глаз; свой потерял в детстве, когда пытался ассимилировать Кадзуки. Был захвачен в плен Фестумом, управляющим фафниром «спаситель». Будучи пленённым, научил Фестума чувству боли и потери, был спасен Кадзуки из мира врага, однако большая часть его тела кристаллизовалась, и капсула исчезла из рук фафнира Кадзуки.
Сэйю: Кохэй Киясу
Цубаки Минасиро (яп. 皆城 椿 Минасиро Цубаки) — младшая сестра Соси, является ядром острова. Поначалу находится в пещере валькирии, но после нападения сил НООН пробуждается и покидает пещеру. Срок её жизни ограничен несколькими месяцами.
Сэйю: Тамаки Наканиси
Майя Томи (яп. 遠見 真矢 То:ми Майя) — пилот Фафнира-7, специализируется на дальнем бою. Не могла быть пилотом из-за состояния здоровья, но впоследствии выясняется, что её сестра подделала данные, чтобы защитить Майю. Влюблена в Кадзуки.
Сэйю: Марика Мацумото
Сёко Хадзама (яп. 羽佐間翔子 Хадзама Сё:ко) — пилот Фафнира-6. С детства имеет слабое здоровье, поэтому практически все время проводит дома. Она становится кандидатом в пилоты из-за высокого соэнергетического уровня. Влюблена в Кадзуки. Берёт с него обещание, что он вернётся после боя, а сама обещает защитить остров. Во время атаки забирает Фестума в небо и погибает, активируя систему «фенрир» (самоликвидация с локальным взрывом).
Сэйю: Мию Мацуки

## Музыка
Музыкальное сопровождение к сериалу исполнил Варшавский филармонический оркестр. Открывающая и закрывающая композиции исполнялись японским поп-дуэтом Angela.

### Открывающие композиции
- «Shangri-La» (серии 1-25)
- «Peace of Mind» («Спокойствие духа») (OVA)

### Закрывающие композиции
- «Separation» («Разлука») (серии 1-14,16-24)
- «Proof» («Доказательство») (серия 15)
- «Shangri-La» (серия 25)